# Obélisque du Panthéon

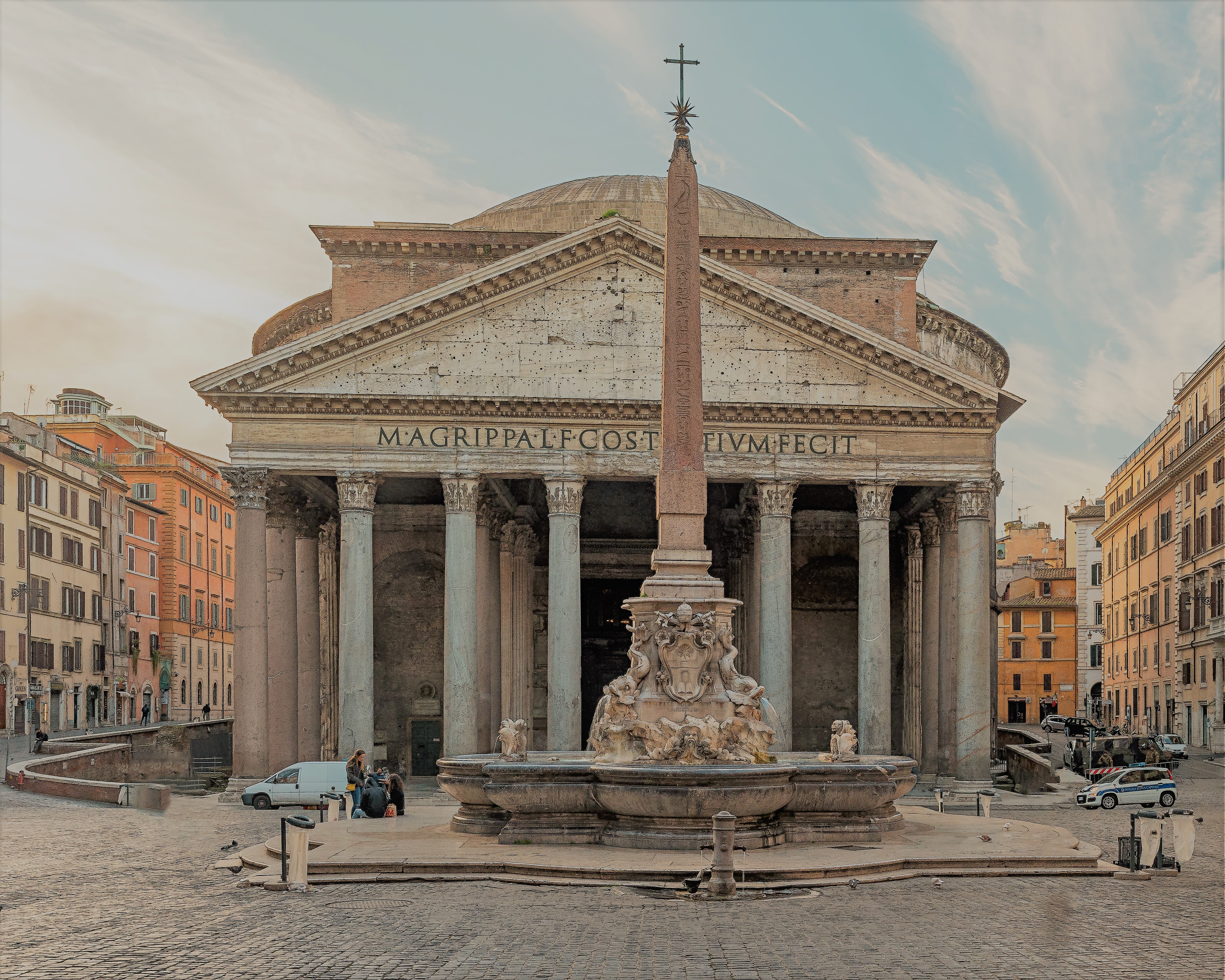
Obélisque du Panthéon.

L'obélisque du Panthéon ou obélisque de la piazza della Rotonda fait partie de ces obélisques égyptiens de petite taille transportés à Rome pour orner le temple d'Isis.

## Origine égyptienne
L'inscription en hiéroglyphes indique que l'obélisque fut érigé à Héliopolis par Ramsès II.

## Le temple d'Isis au Champ de Mars
C'est probablement sous Domitien que cet obélisque fut transporté à Rome, en même temps que d'autres, comme celui des Thermes (dit de Dogali), l'obélisque de Boboli, aujourd'hui dans les jardins du même nom à Florence, ou celui de la piazza della Minerva, pour orner les propylées du  temple d'Isis et de Sérapis, au Champ de Mars.

## La fontaine du Panthéon
L'obélisque fut retrouvé en 1373 près de la piazza di San Macuto (de là lui vient le surnom d'« obelisco Macuteo »), où il fut réérigé sur place. Puis, en 1711, il fut placé sur la place du Panthéon, toute proche, sous le pontificat de Clément XI qui confia à l'architecte Filippo Barigioni (1672-1753) le soin de le placer au-dessus de la fontaine préexistante de Giacomo Della Porta (1533-1602).

## Taille, poids
Hauteur : 6,34 m (avec la fontaine et le piédestal : 14,52 m)
Il est en granite rouge de Syène (Assouan).

## Articles liés
- Temple d'Isis du Champ de Mars
- Obélisque de Boboli
- Liste des monuments de la Rome antique

## Liens
- (it) Obelischi di Roma, Wikipedia
- L'obélisque du Panthéon
- (en) Obelisk of the World
- (en) Obélisques provenant du temple d'Isis, Obeliscus Isei Campensis